# Vavilovia formosa
Genre
Vavilovia formosa est une espèce de plantes à fleurs dicotylédones de la famille des Fabaceae, sous-famille des Faboideae, originaire du Moyen-Orient. C'est l'unique espèce acceptée du genre Vavilovia (genre monotypique).

## Étymologie
Le nom générique «  Vavilovia » est un hommage au naturaliste russe Nikolaï Ivanovitch Vavilov (1887-1943).

## Synonymes
Selon Catalogue of Life (30 décembre 2018)
- Alophotropis aucheri (Jaub. & Spach)Grossh.
- Alophotropis formosa (Steven)Grossh.
- Orobus formosus Steven
- Pisum aucheri Jaub. & Spach
- Pisum formosum (Steven)Alef.
- Vavilovia aucheri (Jaub. & Spach)Al.Fed.
- Vicia aucheri Boiss.